# إنتاج تلفزيوني

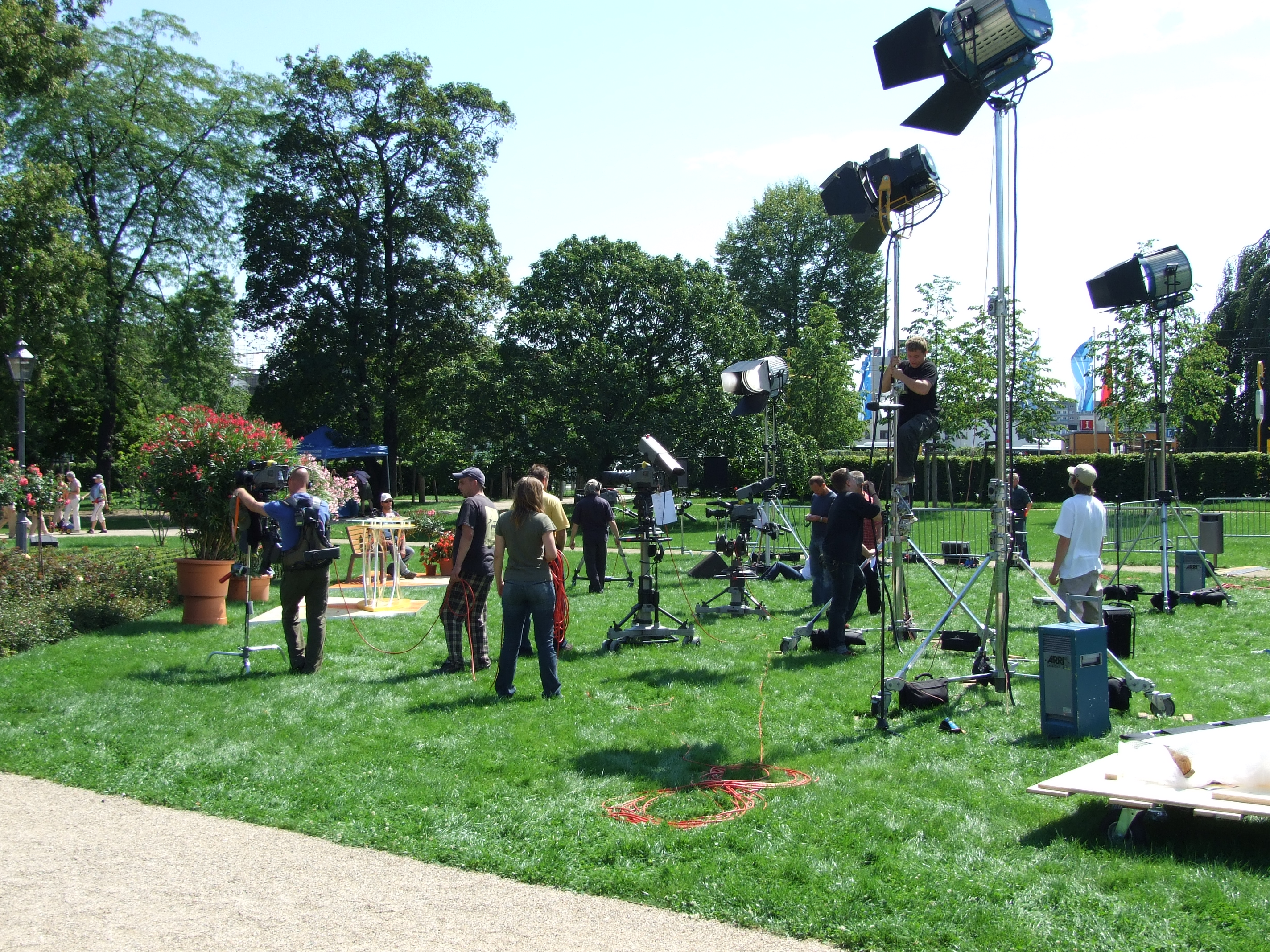
فريق الإنتاج يجهز لتسجيل برنامج في الهواء الطلق

الإنتاج التلفزيوني هو حصيلة جميع الأفكار والقرارات والتجهيزات الأعمال التي تؤدي في نهاية الأمر إلى مادة برامجية تلفزيونية يتم بثها عبر القنوات الأرضية أو الفضائية أو معا. وهذا الإنتاج يتفاوت في النوعية التقنية وطول المادة البرامجية ومضمونها والذي يمكن أن يكون مادة برامجية أو مادة درامية. كما تتفرع كل منهما إلى عدة تصنيفات أخرى. ويترأس الإنتاج منتج منفذ إما أن يكون موظفا في مؤسسة الإنتاج أو التلفزيون أو مستقلا يعمل بصورة محددة تنتهي بنهاية العمل.